# Ivan Šubašić

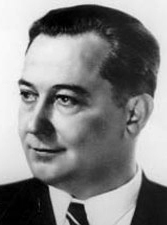
Ivan Šubašić in den späten 1920er Jahren

Ivan Šubašić (* 7. Mai 1892 in Vukova Gorica, Königreich Kroatien und Slawonien, Österreich-Ungarn; † 22. März 1955 in Zagreb, SFR Jugoslawien) war ein kroatischer und jugoslawischer Politiker und von 24. August 1939 bis 13. Juni 1943 der letzte Ban von Kroatien. Danach trat er kurzzeitig auch als Premierminister der Exilregierung, jugoslawischer Außenminister und Minister der Armee, der Marine und der Luftwaffe des Königreichs Jugoslawien im Exil in Erscheinung.

## Leben und Wirken

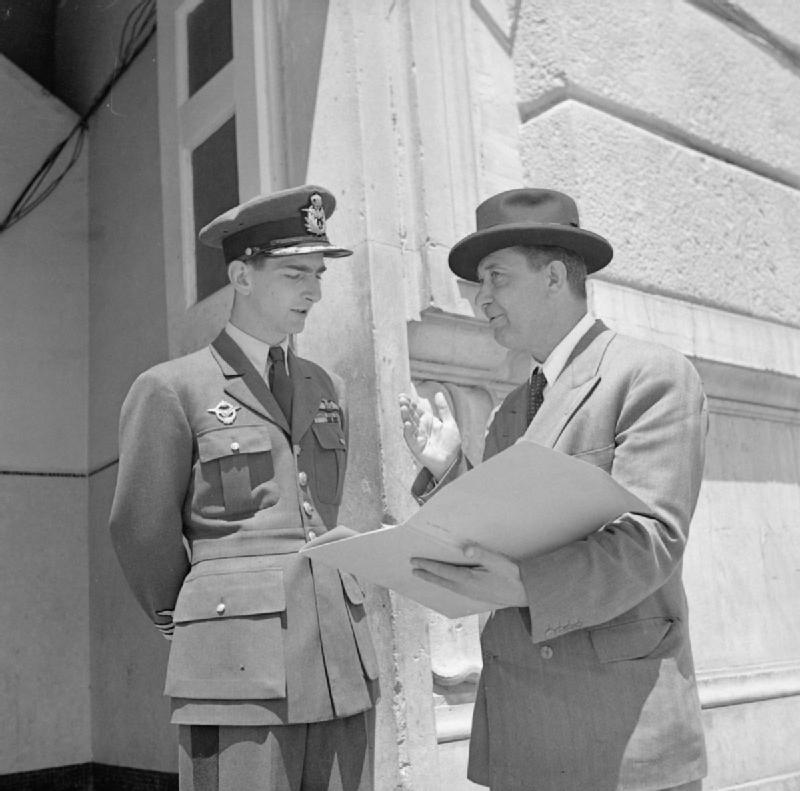
Ivan Šubašić (rechts) mit Peter II. am 21. Juni 1944 in Italien kurz nach einem Gespräch mit Tito

Ivan Šubašić wurde am 7. Mai 1892 im Dorf Vukova Gorica im damaligen zu Österreich-Ungarn gehörenden Königreich Kroatien und Slawonien geboren und absolvierte seine Schulausbildung in der Hauptstadt Zagreb. In weiterer Folge schrieb er sich an der theologischen Fakultät der Universität Zagreb ein. Während des Ersten Weltkrieges wurde er zu den Streitkräften Österreich-Ungarns eingezogen und war an den Kämpfen an der serbischen Front an der Drina beteiligt. Später wurde er an die Ostfront gesandt, wo er die Gelegenheit nutzte, um zum Russischen Kaiserreich überzulaufen. Hier trat er den jugoslawischen Freiwilligen bei und kämpfte innerhalb der serbischen Armee an der Salonikifront. Als Anerkennung und Auszeichnung der für König und Vaterland erworbenen Verdienste im Krieg und im Frieden erhielt er vom Prinzregenten Alexander I. den Orden des Karađorđe-Sterns verliehen. Nach dem Ende des Krieges besuchte Šubašić wieder die Universität Zagreb, an der er Rechtswissenschaften studierte und nach erfolgreichem Studienabschluss eine Rechtsanwaltskanzlei in der nordkroatischen Stadt Vrbovsko gründete. In Vrbovsko traf er auch auf Vladko Maček von der Kroatischen Bauernpartei, in die er daraufhin eintrat. Im Jahre 1938 wurde der damals 46-Jährige in die jugoslawische Nationalversammlung gewählt.
Im August 1939 erzielten Maček und der jugoslawische Ministerpräsident Dragiša Cvetković im sogenannten Sporazum eine Einigung über den verfassungsmäßigen Wiederaufbau Jugoslawiens und die Wiederherstellung der kroatischen Staatlichkeit in Form der Banschaft Kroatien, die aus den mehrheitlich von Kroaten bewohnten Gebieten verschiedener königlich-jugoslawischer Banschaften, einschließlich der Mehrheitsgebiete der Kroaten in Bosnien und Herzegowina, gebildet wurde. Damit trieben sie die Föderalisierung Jugoslawiens immer weiter voran. Šubašić wurde daraufhin zum ersten Ban ernannt und hatte dieses Amt bis zum Einmarsch der Achsenmächte (Balkanfeldzug) im April 1941, der die Auflösung der Banovina zur Folge hatte, inne. Mačeks präferierter Kandidat für dieses Amt wäre eigentlich August Košutić gewesen. Nach der bedingungslosen Kapitulation Jugoslawiens am 17. April 1941 blieb Šubašić noch nominell als Teil der jugoslawischen Exilregierung bis 1944 im Amt (laut anderen Quellen nur bis zum 13. Juni 1943). Er war der letzte Ban von Kroatien.
Bevor sich Šubašić Dušan Simović und seiner jugoslawischen Exilregierung in London anschloss, verblieb er noch kurze Zeit in Jugoslawien und verweigerte die Freilassung einer großen Anzahl inhaftierter kroatischer Kommunisten und Linker und behielt die Gefängnisse und Gefangenenlager eine Zeit lang unter seiner Aufsicht. Nach der Gründung des Unabhängigen Staates Kroatien wurden die Gefängnisse von ebendiesem übernommen und der Großteil der Gefangenen von der Ustascha hingerichtet. Zunächst vertrat Šubašić die jugoslawische Königsregierung in London, ehe er bis Anfang des Jahres 1944 in den Vereinigten Staaten verweilte. Durch die zunehmende Kluft zwischen der königlichen Regierung und der jugoslawischen Hauptwiderstandsbewegung, die aus Tito und seinen kommunistischen Partisanen bestand, wurde der britische Premier Winston Churchill zur Vermittlung gezwungen. Šubašić als nichtkommunistischer Kroate wurde daraufhin als Kompromiss am 1. Juni 1944 – anderen Quellen zufolge auch erst am 8. Juli 1944 – zum Ministerpräsidenten der jugoslawischen Exilregierung ernannt. Zu diesem Zeitpunkt war er bereits seit einigen Monaten wieder im Exil in London. Parallel zu diesem Amt wurde er mit sofortiger Wirkung auch zum jugoslawischen Außenminister bestellt. Nachdem das Amt des Ministers der Armee, der Marine und der Luftwaffe des Königreichs Jugoslawien im Exil nach der Abberufung von Draža Mihailović vakant geworden war, übernahm Šubašić kurzzeitig auch dieses und hatte es vom 1. Juli 1944 bis 11. September 1944 für einen Zeitraum von 72 Tagen inne, ehe er durch General Borisav Ristić abgelöst wurde. 
Ivan Šubašić, der gewissermaßen als Versöhnungspolitiker zwischen Tito, der mit seinen Kräften die De-facto-Regierung in den bereits befreiten Gebieten repräsentierte, und der von Draža Mihailović und seinen Tschetniks bevorzugten Monarchie agierte, sprach sich früh in der Öffentlichkeit gegen Mihailović aus. Daraufhin traf er sich am 16. Juni 1944 auf der dalmatinischen Insel Vis mit Tito, wo die beiden das Tito–Šubašić-Abkommen unterzeichneten. Dieses Abkommen, das die Partisanen als legitime Streitkräfte Jugoslawiens im Austausch gegen die formelle Anerkennung und Beteiligung der Partisanen an der neuen Regierung anerkannte, trat daraufhin umgehend in Kraft. Die eigentliche Bildung einer neuen Regierung wurde auf den 1. November 1944 verschoben, als Tito und Šubašić bei einem weiteren Treffen in Belgrad einen zweiten Vertrag unterzeichneten. Šubašić behielt sein Amt bis zum 7. März 1945, als Tito formell Premierminister von Jugoslawien wurde. Seit dem 26. Januar 1945 bestritt Šubašić seine zweite interimistische Amtszeit als Minister der Armee, der Marine und der Luftwaffe des Königreichs Jugoslawien im Exil und übergab dieses Amt nach der Machtübernahme Titos an ebendiesen. Seine Position als Außenminister im Kabinett Titos behielt er noch bis 17. Oktober 1945 und übergab dieses dann ebenfalls an Tito. Grund seines Rücktritts war sein Widerspruch gegenüber der kommunistischen Politik der neuen Regierung, die in einer jahrzehntelangen Diktatur endete.
Danach lebte Šubašić, der am selben Tag wie Tito geboren wurde, außerhalb der breiten Öffentlichkeit und zeitweise unter Überwachung durch die OZNA in Zagreb, wo er am 22. März 1955 im Alter von 62 Jahren starb. Seinem Begräbnis am Mirogoj-Friedhof wohnten rund 10.000 Menschen bei. Zeitlebens wurde Ivan Šubašić mehrfach ausgezeichnet, darunter  auch mit dem Orden des Weißen Adlers.